# Storia della Nuova Caledonia
Le prime fonti scritte riguardanti la storia della Nuova Caledonia risalgono al viaggio nel 1774 di James Cook, ma l'arcipelago era a quel tempo già abitato da una popolazione melanesiana, i canachi.

## Popolamento
Circa 5000 anni fa (attorno al 3000 a.C. quindi), degli abitanti delle coste della Cina meridionale, dediti alla coltivazione di miglio e riso e chiamati Austronesiani dagli archeologi, iniziarono la loro migrazione attraversando lo stretto e raggiungendo Taiwan. Verso il 2000 a.C., il movimento migratorio proseguì per arrivare alle Filippine e in seguito dalle Filippine alle isole di Celebes e Timor per poi coprire l'intero arcipelago indonesiano. Nel 1500 a.C. nuovi spostamenti portano dalle Filippine alla Nuova Guinea e oltre verso le isole dell'Oceano Pacifico. Gli Austronesiani possono esser definiti per la loro presenza su di un'area così vasta, i primi navigatori della storia.
Le più antiche tracce di popolamento della Nuova Caledonia ritrovate fino ad oggi risalgono alla fine del secondo millennio a.C., più precisamente attorno ai 3200 e i 3300 anni fa. Si tratterebbe di popolazioni di lingua austronesiana la cui caratteristica peculiare era la conoscenza dell'uso della terracotta. Nel 1917, il geologo Maurice Piroutet s'imbatté in frammenti di terracotta presso una località sulla costa Nord Ovest di Grande Terre chiamata Lapita non lontano da Koné. Questo nome fu in seguito mantenuto dagli archeologi per nominare l'insieme di queste ceramiche e il complesso culturale al quale si collega non soltanto per riferirsi alla Nuova Caledonia ma per l'intero Pacifico. Infatti durante tutto il XX secolo numerosi scavi archeologici riportarono alla luce diverse di queste terrecotte. Nella Nuova Caledonia la prima grande campagna di scavi venne messa in atto nel 1952 da E.W. Gifford e D. Shutler. A partire da questa data molti archeologi si sono susseguiti sul campo facendo aumentare considerevolmente le conoscenze riguardo alla storia della Nuova Caledonia pre europea. Si citano a tal scopo, Golson nel 1962, Smart nel 1969, Frimigacci (ORSTOM) negli anni settanta e ottanta e più recentemente Galipaud (IRD) e Christophe Sand (Università della Nuova Caledonia).
Al giorno d'oggi pare stabilirsi un certo consenso tra gli specialisti nel definire i tipi particolari di terrecotte neo-caledoniane. Si distinguono generalmente due periodi che includono cinque macro tipi di morfologia delle terrecotte stesse.

### Tradizione di Koné

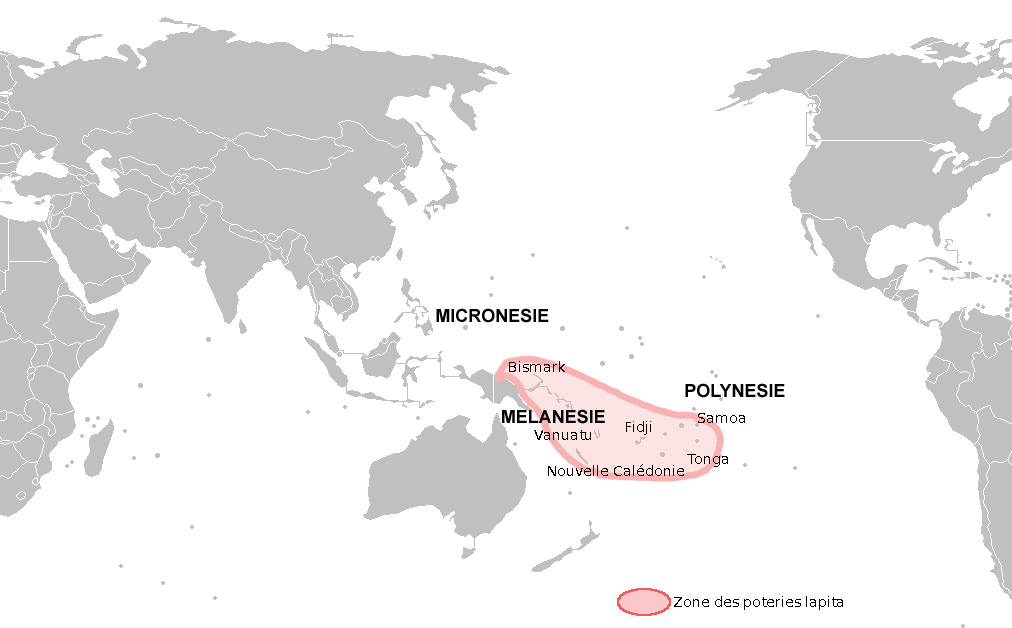
Mappa delle zone di ritrovamento delle terrecotte di Lapita

Con l'espressione Tradizione di Koné si definisce il periodo tra il 1300 e il 200 a.C., a volte chiamato semplicemente Lapita in riferimento alle terrecotte rappresentative di questo periodo ritrovate in una vasta area del Pacifico insulare e su dei siti soprattutto costieri, che potrebbero denotare anche un loro utilizzo commerciale oppure liturgico.
Questa ipotesi sembrerebbe confermata dal fatto che queste sono curate nella fattura, con "forme complesse, fabbricate con cura, e riccamente decorate da motivi stilizzati così caratteristici che mutano di poco nello spazio e nel tempo". Questo tipo di terracotta tuttavia sparisce piuttosto bruscamente nel corso del primo secolo. Si sviluppa parallelamente però un altro tipo di terracotta, detta di Podtanean (dal nome del sito dove questo stile è stato identificato per la prima volta) che al contrario aver avuto un'utilità più pratica come testimonia il fatto che "sono di forma semplice e decorate da tratti che si attribuiscono più al procedimento di fabbricazione che all'intenzione artistica", ma anche per il fatto che hanno una diffusione maggiore su Grande Terre, non limitandosi ai soli litorali. In più, contrariamente ai Lapita, i Podtanean non scompariranno mai del tutto ma si evolveranno con l'apparizione per esempio di decorazioni incise a forma di ariete.

### Scoperta europea (1774-1841)
Il 4 settembre 1774,  Colnett membro dell'equipaggio della nave HMS Resolution di James Cook avvista l'isola Grande Terre che battezza Nuova Caledonia, riprendendo il nome con cui gli antichi romani chiamavano la Scozia.
Il 5 settembre avvengono i primi contatti con i canachi, sulla costa nord-est dell'isola.
Il 23 settembre scopre l'Isola dei Pini.

### Colonizzazione europea (1841-1944)
Nel 1841 protestanti anglicani della London Missionary Society (LMS) decidono di risiedere all'Isola dei Pini e all'Îles Loyauté, poi nel 1842 anche a Touaourou.

#### Possedimento francese (1853-1854)
La Nuova Caledonia viene dichiarata colonia francese a Balade il 24 settembre 1853 dal contrammiraglio Febvrier Despointes; il 29 settembre, viene negoziata l'annessione dell'Isola dei Pini con il gran capo Vendégou.
Diventa così, il terzo membro dei possedimenti francesi nell'Oceano Pacifico, oltre al regno di Tahiti (Dinastia Pomara), protettorato francese dopo il 1842, e delle Isole Marchesi, colonia dopo il 1842.
Andò direttamente sotto la responsabilità del commissario imperiale del protettorato di Tahiti.
Il 25 giugno 1854, i soldati francesi fondano a sud ovest di Grande Terre, Port-de-France, affinché facesse da capoluogo alla colonia, una semplice guarnigione che divenne rapidamente una piccola cittadina che prese poi il nome di Numea il 2 giugno 1866.

#### Colonia francese (1860-1895)
Il 14 gennaio 1860, la Nuova Caledonia diventa una colonia separata da Tahiti.

### Storia contemporanea: lo statuto della Nuova Caledonia (1944-oggi)

#### Il patto trentennale (1988-2018)
Il primo ministro Michel Rocard, si conclude con la firma degli accordi di Matignon il 26 giugno 1988 che prevede la creazione di uno statuto transitorio di 10 anni ed un referendum di autodeterminazione  affinché i caledoniani si pronuncino a favore o contro l'indipendenza.
Il 4 maggio 1989, sull'isola di Ouvea, il presidente del FLNKS (Front de libération nationale kanak et socialiste, indipendentista), Jean-Marie Tjibaou, e il suo segretario generale, Yeiwene Yeiwene sono stati assassinati. Il loro assassino, Djubelly WEA, un ex pastore ed ex attivista FULK, ha accusato i due uomini di aver firmato nel giugno 1988 gli accordi di Matignon con lo Stato e gli avversari RPCR (Rassemblement pour la Calédonie dans la République, antindipendentisti).

#### I tre referendum sull'indipendenza (2018-2021)
Il 4 novembre 2018 si è tenuto il primo referendum per l'indipendenza, in cui il 56,4% degli elettori ha scelto di rimanere francese.
Un secondo referendum indipendentista si è svolto il 4 ottobre 2020 ed è stato respinto dal 53% degli elettori.
Il terzo referendum si è svolto il 12 dicembre 2021, e ha confermato l'esito sfavorevole all'indipendenza con il 96% dei voti; tale votazione, l'ultima prevista dall'accordo del 1998, è stata tuttavia caratterizzata da una bassa affluenza, dovuta al boicottaggio da parte delle forze indipendentiste, le quali hanno dichiarato di non riconoscere la validità di tale referendum a causa del rifiuto del governo francese di rinviare il voto al 2022.